# Albinas Mitrulevičius
Albinas Mitrulevičius (ur. 27 marca 1953 w m. Jiestrakis w rejonie preńskim) – litewski agronom, pracownik kołchozów na litewskiej Suwalszczyźnie, samorządowiec i polityk, poseł na Sejm Republiki Litewskiej.

## Życiorys
Urodził się w wielodzietnej rodzinie chłopskiej. Kształcił się w technikum rolniczym w Kapsukasie. W latach 1972–1974 służył w Armii Czerwonej. W latach 1975–1988 pracował jako agronom, główny agronom i zastępca dyrektora w kołchozach Orija i Tarybų Lietuva na północnej Suwalszczyźnie. W 1985 ukończył studia zaoczne z zakresu agronomii w Litewskiej Akademii Rolniczej. W latach 1988–1989 był głównym agronomem (a następnie zastępcą dyrektora) w kombinacie rolno-przemysłowym rejonu mariampolskiego. W grudniu 1989 został wybrany dyrektorem spółki – gospodarstwa rolnego w Želsvelė.
Od 1990 do 2007 zasiadał w radzie miasta w Mariampolu. W latach 2001–2008 pełnił funkcję naczelnika okręgu mariampolskiego. Od 2009 pracował jako doradca burmistrza Mariampola. W wyborach uzupełniających do Sejmu z 13 i 27 lutego 2011 uzyskał mandat poselski w okręgu nr 29 (Mariampol). Otrzymał 55,52% głosów w II turze. W 2012 z ramienia LSDP uzyskał reelekcję na kolejną kadencję. W Sejmie zasiadał do 2016, w 2019 i 2023 ponownie zostawał radnym Mariampola.

## Życie prywatne
Żonaty, ma dwie córki.